# Hypotacha
Hypotacha es un género de polillas de la familia Erebidae. Fue descrito por primera vez por Hampson en 1913. Se encuentra en África y Asia.

## Especies
- Grupo de especies isthmigera
  - Hypotacha fiorii Berio, 1943
  - Hypotacha fractura Kühne, 2005
  - Hypotacha indecisa Walker, 1857 (syn: Hypotacha sabulosa Swinhoe, 1884)
  - Hypotacha isthmigera Wiltshire, 1968
  - Hypotacha raffaldi Berio, 1939
- Grupo de especies retracta
  - Hypotacha alba Kühne, 2005
  - Hypotacha austera Kühne, 2004
  - Hypotacha brandbergensis Kühne, 2004
  - Hypotacha bubo Berio, 1941
  - Hypotacha catilla Kühne, 2004
  - Hypotacha glaucata (Holland, 1897)
  - Hypotacha legrandi (Berio, 1959)
  - Hypotacha ochribasalis (Hampson, 1896)
  - Hypotacha retracta (Hampson, 1902)
  - Hypotacha soudanensis Kühne, 2005
- Grupo de especies desconocido
  - Hypotacha antrummagna Kühne, 2005
  - Hypotacha nigristria Hampson, 1902
  - Hypotacha parva Kühne, 2004
  - Hypotacha pulla Kühne, 2004